# Acanthodactylus schmidti
Acanthodactylus schmidti este o specie de șopârle din genul Acanthodactylus, familia Lacertidae, ordinul Squamata, descrisă de Haas 1957. A fost clasificată de IUCN ca specie cu risc scăzut. Conform Catalogue of Life specia Acanthodactylus schmidti nu are subspecii cunoscute.